# Slotzicht (Vreeland)
Slotzicht is een buitenplaats langs de rivier de Vecht bij het Nederlandse dorp Vreeland.
De buitenplaats bestaat uit diverse rijksmonumenten waaronder het 18e-eeuwse hoofdgebouw, een tuinhuis, koetsierswoning, botenhuis, toegangshek en een historische tuin- en parkaanleg.